# Еміль Ценетті
Еміль Ценетті (нім. Emil Zenetti; 16 травня 1883, Лауїнген — 23 червня 1945, Бад-Кольгруб) — німецький військовий діяч, генерал зенітних військ люфтваффе (1 лютого 1941). Кавалер Лицарського хреста Хреста Воєнних заслуг з мечами.

## Біографія
18 липня 1903 року вступив в 10-й баварський польовий артилерійський полк, в 1913-17 полковий ад'ютант, з 25 січня 1917 року — ад'ютант 3-ї артилерійської бригади, з 4 березня 1917 року — співробітник штабу 6-ї армії, з 25 травня 1918 року — командир дивізіону 8-го баварського артилерійського полку. Учасник Першої світової війни. Після демобілізації армії залишений в рейхсвері, командир батареї (1919-23). З 1 жовтня 1927 року — начальник училища хімзахисту інспекції артилерії. В січні 1931 року переведений в Імперське військове міністерство. 1 березня 1934 року зарахований в люфтваффе. З 1 жовтня 1936 року — начальник 15-го авіаційного району (Штутгарт), з 1 липня 1938 року — 7-ї авіаційної області (зі штаб-квартирою в Мюнхені). 1 вересня 1944 року зарахований в резерв. До кінця війни тяжко хворів. Помер у військовому госпіталі.

## Звання
- Фанен-юнкер (18 липня 1903)
- Фенріх (31 січня 1904)
- Лейтенант (8 березня 1905)
- Оберлейтенант (28 жовтня 1912)
- Гауптман (14 січня 1916)
- Майор (1 грудня 1926)
- Оберстлейтенант (1 лютого 1931)
- Оберст (1 вересня 1933)
- Генерал-майор (1 серпня 1937)
- Генерал-лейтенант (1 серпня 1939)
- Генерал зенітних військ (1 лютого 1941)

## Нагороди
- Медаль принца-регента Луїтпольда (12 березня 1905)
- Залізний хрест
  - 2-го класу (30 вересня 1914)
  - 1-го класу (29 серпня 1916)
- Орден «За заслуги» (Баварія) 4-го класу з короною і мечами
  - орден (23 лютого 1915)
  - орден з короною (19 травня 1918)
- Ювілейна медаль золотого весілля 1918
- Нагрудний знак «За поранення» в чорному
- Почесний хрест ветерана війни з мечами
- Медаль «За вислугу років у Вермахті» 4-го, 3-го, 2-го і 1-го класу (25 років)
- Пам'ятна військова медаль (Австрія) з мечами
- Пам'ятна військова медаль (Угорщина) з мечами
- Медаль за участь у Європейській війні (1915—1918) з мечами (Третє Болгарське царство)
- Медаль «У пам'ять 1 жовтня 1938» із застібкою «Празький град»
- Застібка до Залізного хреста 2-го і 1-го класу
- Хрест Воєнних заслуг 2-го і 1-го класу з мечами
- Лицарський хрест Хреста Воєнних заслуг з мечами (26 березня 1945)